# St. Georg (Christertshofen)

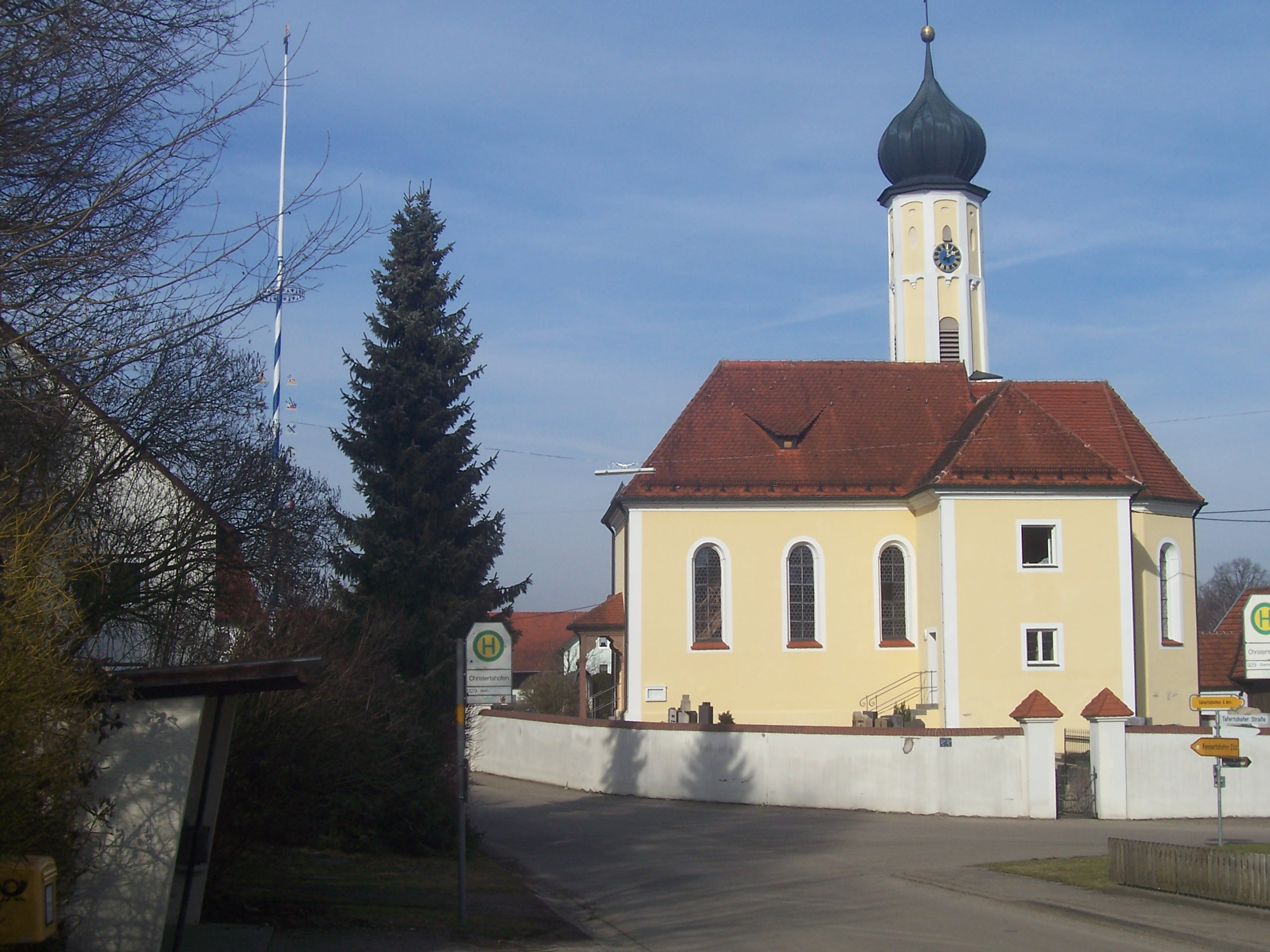
St. Georg in Christertshofen

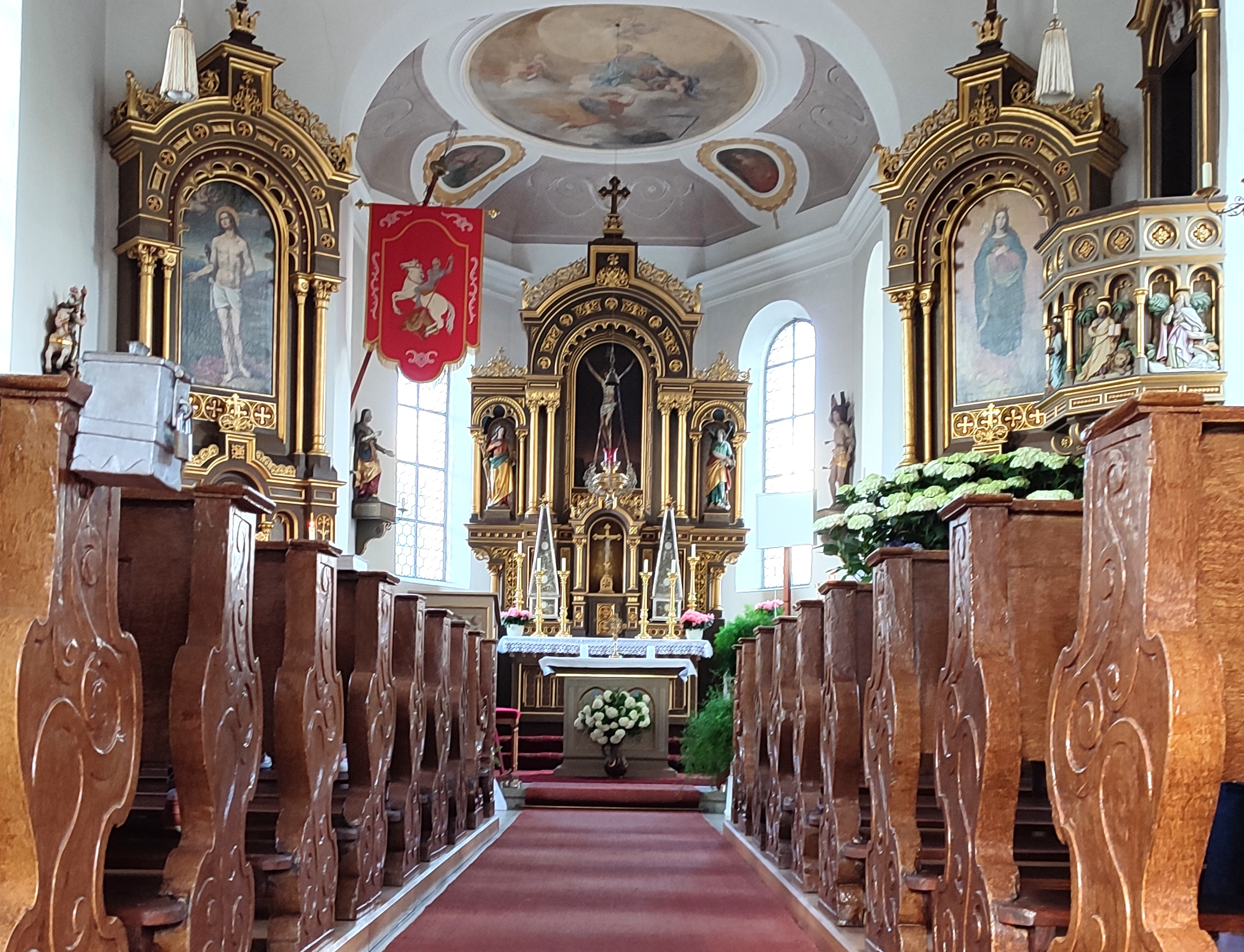
Innenraum

Die römisch-katholische Pfarrkirche St. Georg steht in Christertshofen, einem Gemeindeteil des Marktes Buch im schwäbischen Landkreis Neu-Ulm in Bayern. Das Bauwerk ist  in der Liste der Baudenkmäler in Buch als Baudenkmal unter der Nr. D-7-75-118-10 eingetragen. Die Kirchengemeinde gehört zum Dekanat Neu-Ulm des Bistums Augsburg.

## Beschreibung
Die ältesten Teile der Saalkirche sind die unteren Geschosse des Kirchturms auf quadratischem Grundriss. Sie stammen aus dem frühen 18. Jahrhundert. An sie wurde gegen Ende des 18. Jahrhunderts der leicht eingezogene, dreiseitig geschlossene Chor nach Süden und an diesen nach Westen das Langhaus angebaut. Der Kirchturm, nunmehr ein Chorflankenturm, wurde 1796 mit achteckigen Geschossen aufgestockt und mit einer Zwiebelhaube bedeckt.
Im Innenraum des Chors hat 1796 Konrad Huber ein Fresko mit dem heiligen Sebastian gestaltet, in dem des Langhauses ein Fresko über Quirinus von Siscia. Ein Relief mit der Beweinung Christi von 1520 wird dem Umkreis von Niklaus Weckmann zugeschrieben.